# HRVY
HRVY, właśc. Harvey Leigh Cantwell (ur. 28 stycznia 1999 w hrabstwie Kent) – angielski piosenkarz oraz prezenter telewizyjny. Współprowadził 7 sezon programu Friday Download na kanale CBBC należącym do stacji BBC.
W 2017 ukazał się jego minialbum Holiday, który zawierał m.in. piosenkę „Phobia”. 6 stycznia 2018 zajął 36. miejsce w rankingu piosenek aktualnie zdobywających popularność w rankingu Billboard.

## Dyskografia

### EP
| Rok  | Album                                                                                   |
| ---- | --------------------------------------------------------------------------------------- |
| 2017 | Holiday - Premiera: 25 lipca 2017 - Wytwórnia: Universal Music - Format: Cyfrowy        |
| 2017 | Talk to Ya - Premiera: 30 listopada 2017 - Wytwórnia: Universal Music - Format: Cyfrowy |

### Single
| Rok                                                                           | Tytuł                                           | Pozycja na liście | Certyfikat         | Album                |
| Rok                                                                           | Tytuł                                           | UK                | Certyfikat         | Album                |
| ----------------------------------------------------------------------------- | ----------------------------------------------- | ----------------- | ------------------ | -------------------- |
| 2017                                                                          | „Holiday” (oraz Redfoo)                         | –                 |                    | Holiday              |
| 2017                                                                          | „La La La La (Means I Love You)” (oraz Stylo G) | –                 |                    | Holiday              |
| 2017                                                                          | „Phobia”                                        | –                 |                    | Holiday              |
| 2017                                                                          | „Say Something to Me”                           | –                 |                    | Holiday              |
| 2017                                                                          | „Talk to Ya”                                    | –                 |                    | Talk to Ya           |
| 2017                                                                          | „I Won’t Let You Down”                          | –                 |                    | Talk to Ya           |
| 2017                                                                          | „Personal”                                      | 73                | - POL: złota płyta | Talk to Ya           |
| 2017                                                                          | „High”                                          | –                 |                    | Talk to Ya           |
| 2017                                                                          | „Heartbroken”                                   | –                 |                    | Talk to Ya           |
| 2018                                                                          | „I Wish You Were Here”                          | –                 |                    | Can Anybody Hear Me? |
| 2020                                                                          | „Am I the Only One” (oraz Astrid S, R3hab)      | –                 |                    | singel niealbumowy   |
| 2022                                                                          | „All or Nothing” (oraz Topic)                   | –                 | - POL: złota płyta | singel niealbumowy   |
| „–” oznacza że nie znalazł się na liście przebojów lub nie znaleziono danych. |                                                 |                   |                    |                      |